# El Comunista
El Comunista fue el órgano de expresión oficial del Partido Comunista Español.

## Historia
El 15 de abril de 1920, en el V Congreso de la Federación de Juventudes Socialistas, deciden su adhesión a la Tercera Internacional, convirtiéndose en el Partido Comunista Español.
El órgano oficial de la Federación de Juventudes Socialistas, que era Renovación, se pasó a llamar El Comunista a semejanza de El Socialista que era el órgano del PSOE.
Su primer director fue Juan Andrade, y en su primer número publicó los estatutos y las tesis que se habían de discutir el I Congreso del partido.